# ساداتوشی سوگاوارا
ساداتوشی سوگاوارا (انگلیسی: Sadatoshi Sugawara؛ زادهٔ ۱۸ فوریهٔ ۱۹۳۹) بازیکن والیبال اهل ژاپن است.